# Liste der italienischen Botschafter in Ägypten
Liste der Leiter der italienischen Auslandsvertretung in Kairo, Ägypten

## Botschafter
| Ernennung/Akkreditierung | Name                                 | Bemerkungen | ernannt von          | akkreditiert während der Regierung von | Posten verlassen |
| ------------------------ | ------------------------------------ | ----------- | -------------------- | -------------------------------------- | ---------------- |
| 1914                     | Attilio Serra                        |             | Antonio Salandra     | Hussein Kamil                          | 1916             |
| 1916                     | Giuseppe Salvago Raggi               |             | Antonio Salandra     | Hussein Kamil                          | 1916             |
| 1916                     | Lazzaro Negrotto Cambiaso            |             | Paolo Boselli        | Hussein Kamil                          | 1922             |
| 1922                     | Luigi Aldovrandi Marescotti          |             | Benito Mussolini     | Fu'ād I.                               | 1923             |
| 1924                     | Carlo Caccia Dominioni di Sillavengo |             | Benito Mussolini     | Fu'ād I.                               | 1926             |
| 1926                     | Gaetano Paternó di Manchi di Bilici  |             | Benito Mussolini     | Fu'ād I.                               | 1930             |
| 1930                     | Roberto Cantalupo                    |             | Benito Mussolini     | Fu'ād I.                               | 1932             |
| 1933                     | Emilio Pagliano                      |             | Benito Mussolini     | Fu'ād I.                               | 1935             |
| 1935                     | Pellegrino Ghigi                     |             | Benito Mussolini     | Fu'ād I.                               | 1938             |
| 1938                     | Serafino Mazzolini                   |             | Benito Mussolini     | Faruq                                  | 1940             |
| 1945                     | Giovanni de Astis                    |             | Ferruccio Parri      | Faruq                                  | 1947             |
| 1947                     | Cristoforo Fracassi Ratti Mentone    |             | Ferruccio Parri      | Faruq                                  | 1950             |
| 1950                     | Renato Prunas                        |             | Ferruccio Parri      | Faruq                                  | 1951             |
| 1953                     | Pasquale Iannelli                    |             | Giuseppe Pella       | Muhammad Nagib                         | 1955             |
| 1955                     | Giovanni Fornari                     |             | Antonio Segni        | Gamal Abdel Nasser                     | 1961             |
| 1961                     | Massimo Magistrati                   |             | Fernando Tambroni    | Gamal Abdel Nasser                     | 1965             |
| 1965                     | Gian Vincenzo Soro                   |             | Giovanni Leone       | Gamal Abdel Nasser                     | 1966             |
| 1967                     | Felice Catalano di Melilli           |             | Giovanni Leone       | Gamal Abdel Nasser                     | 1969             |
| 1969                     | Eugenio Plaja                        |             | Giovanni Leone       | Gamal Abdel Nasser                     | 1973             |
| 1974                     | Gian Luigi Milesi Ferretti           |             | Aldo Moro            | Anwar as-Sadat                         | 1980             |
| 1980                     | Elio Giuffrida                       |             | Francesco Cossiga    | Anwar as-Sadat                         | 1985             |
| 1985                     | Giovanni Migliuolo                   |             | Bettino Craxi        | Muhammad Husni Mubarak                 | 1988             |
| 1988                     | Patrizio Schmidlin                   |             | Ciriaco De Mita      | Muhammad Husni Mubarak                 | 1993             |
| 1993                     | Alberto Leoncini Bartoli             |             | Carlo Azeglio Ciampi | Muhammad Husni Mubarak                 | 1996             |
| 1996                     | Francesco Aloisi de Lardarel         |             | Romano Prodi         | Muhammad Husni Mubarak                 | 2001             |
| 2001                     | Mario Sica                           |             | Silvio Berlusconi    | Muhammad Husni Mubarak                 | 2003             |
| 2003                     | Antonio Badini                       |             | Silvio Berlusconi    | Muhammad Husni Mubarak                 | 2007             |
| 2007                     | Claudio Pacifico                     |             | Romano Prodi         | Muhammad Husni Mubarak                 | 2012             |
| 2013                     | Maurizio Massari                     |             | Enrico Letta         | Abd al-Fattah as-Sisi                  | 2016             |
| 2017                     | Giampaolo Cantini                    |             | Paolo Gentiloni      | Abd al-Fattah as-Sisi                  | 2021             |
| 2021                     | Michele Quaroni                      |             | Mario Draghi         |                                        |                  |